# Schmalkaldski rat
Schmalkaldski rat  (njemački: Schmalkaldischer Krieg) odnosi se na kratko razdoblje nasilja od 1546. do 1547. između snaga Karla V. cara Svetog Rimskog Carstva, pod zapovijedništvom Don Fernanda Álvareza de Toledo, vojvode od Albe, i luteranskog Schmalkaldskog saveza na području Svetog rimskog Carstva. 

## Pozadina
U tijeku luteranske reformacije brojne države i državice unutar carstva su prihvatile novu vjeru, protiveći se vladajućoj katoličkoj dinastiji Habsburg, koja je prepoznala te pretvorbe kao potragu za povećanjem autonomije na štetu središnje carske vlasti. Na državnom Saboru u Wormsu 1521. car Karlo V. je zabranio djelovanje Martina Luthera i širenje njegovih spisa, što je godine 1529. izazvalo prosvjed u Speyeru od strane nekoliko Luteranskih državica. Napetosti su kulminirale u otvoreni sukob zbog luteranske Augsburške ispovijedi iz 1530.  S druge strane nekoliko luteranskih država na čelu sa saskim izbornim knezom Ivanom Fridrikom I. i Filipom I pokrajinskim grofom Hessena sastali su se u gradu Schmalkaldenu, gdje su 27. veljače 1531. osnovali Schmalkaldski savez
Godine 1544. Karlo V. Vratio se u Njemačku iz talijanskog rata nakon što je potpisao Ugovor iz Crépyja i počeo kovati savez ne samo s papom Pavlom III., već i i s luteranskim velikašima, prije svega s vojvodom Mauriceom od Saske, Albertinskim rođakom Saskog izbornog kneza Ivana Fridrika I. S obzirom na careve pripreme za bitku, Schmalkaldski čelnici su se okupili 4. srpnja 1546 na Ichtershausenu i dogovorili da bi preventivni udar bio poželjan, dok Karlo V. još nije koncentrirao značajnu količinu plaćenika.

## Kronologija
Rat je Izbio u Švapskoj kada je ujedinjena vojska od nekoliko luteranskih carskih gradova zauzela katolički grad Füssen, posjed augsburškog kneza-biskupa, i napravila da carske snage krenu prema tvrđavi Ingolstadtu u bavarskom vojvodstvu. Međutim planovi za napad na austrijski Tirol, kako bi se spriječio cara u dovođenja talijanskih trupa nisu dobili odobrenje Schmalkaldskih knezova. Obojica vojvoda Vilim IV. bavarski i austrijski nadvojvoda Ferdinand I. Habsburški proglasili su se neutralnim u sukobu, dopuštajući Karlu V koncentrirati moćnu carsku vojsku bez smetnji. 
Dana 20. srpnja 1546. izborni knez Ivan Fridrik I. i pokrajinski grof Filipa su bila stavljena pod carsku zabranu, pod izgovorom da su svrgnuli katoličke vojvode Henrika V od Braunschweig-Wolfenbüttela godine 1542. Vojvoda Maurice od Saske je iskoristio priliku te u listopadu uz pomoć Ferdinanda I. Habsburškog, kralja Češke, napao zemlju svog suparnika i bratića u Ernestina od Saske, prisiljavajući izbornog kneza Ivana Fridrika I.da sam okrene svoje trupe natrag. On je brzo došao iz Švapske i oslobodio Ernestinu Sasku sa svojom vojskom, a kasnije je pak napao Albertinu Sasku i susjedne češke zemlje. Početak zime rezučtiorao je odgodom oružanog sukoba.
U Švapskoj najamničke trupe nisu išle u daljnje akcije, a napušteni carski gradovi, kao i luteranski vojvode Ulrich od Württemberga i grof Fridrik III. od Falačke su se odlučili predati caru. Dana 28. ožujka 1547. Karlo V. je krenuo za Češku, gdje je ujedinjenio snage s bratom češkog kralja Ferdinanda I. Budući da je češki luterani nisu dali nikakvu vojnu pomoć Ivanu Fridriku, kao što se ovaj nadao, Španjolsko-carske snage Karla V. Su ga prisilile na povlačenje. Zbog neslaganja u strategiji,  obrana saveza je napokon bila usmjerena 24. travnja 1547. u bitku kod Mühlberga, gdje je Ivan Fridrik sam bio zarobljen.
Nakon bitke, koja je odredila rezultat rata, samo dva grada i dalje da su se odupirali: Bremen i Magdeburg. Oba grada odbila su platiti kazne koje im je odredio Karlo i izbjegli okupacije carske vojske. U slučaju Bremena, 12 tisuća carskih vojnika pod zapovjedništvom vojvode Erika II od Braunschweig-Calenberga neuspješno ga je opsjedalo od siječnja do svibnja. Ovaj događaj je doveo do bitke kod Drakenburga,  dana 23. svibnja 1547., jer je protestantska vojska Schmalkaldskog saveza opljačkala obližnju kneževinu Calenberg. Njegovo ljudstvo i zalihe su bili iscrpljeni, vojvoda Eric II i njegove carske snage otiale su se suočiti s vojskom i bile brzo poražene. Tijekom borbe Eric je bio prisiljen plivati preko rijeke Weser kako bi se spasio. Kao posljedica bitke kod Drakenburga, carski vojnici su napustili sjevernu Njemačku.

## Posljedice
Zarobljeni izborni knez Ivan Fridrik bio je isprva osuđen na smrt, a kako bi dobio oprost, dana 19. svibnja 1547. potpisao je kapitulaciju Wittenberga. Izgubio je izborničku čast i neka manja Ernestinska područja koja je dobio njegov rođak Maurice, koji je 4. lipnja proglašen novim izbornim knezom Saske. Maurice je uz pomoć izbornika Joachima II Hektora od Brandenburga pokušao posredovati u korist svog punca Filipa I od Hessena. Pokrajinski grof se sam predao u Halle, gdje se sam bacio na milost i nemilost cara. Karlo V. ipak ga je sveudilj odmah zatvorio, ostavljajući izborne knezove uznemirenima. 
Iako su carske snage pobijedile protestantske snage Schmalkaldskog saveza, naučavanje Martina Luthera se proširilo preko Carstva tako da nije moglo biti potisnuto grobom fizičkom silom. Međutim,  15. svibnja 1548. Karlo V., osjećajući se na vrhuncu svoje moći, diktirao je Augsburški Privremeni kako bi pripremio reintegraciju protestanata u Katoličku crkvu. Ukaz je izazvao drugu pobunu protestantskih knezova godine 1552, ovaj put na čelu izbornika Mauricea od Saske i uz podršku francuskog kralja Henrika II. Karlo V je morao pobjeći od nadmoćnih luteranskih snaga i otkazati Privremeni s mirom iz Passaua, kojim su Ivan Fridrik I. Saski i Filip I od Hessena pušteni. Službeno priznanje protestantske vjere stiglo tri godine kasnije u obliku mira u Augsburgu. Iduće godine Karlo V abdicirao u korist svoga brata Ferdinanda I.